# 傅厚岗
傅厚岗是位于江苏省南京市鼓楼区和玄武区的一条道路，东西走向，西起湖北路，向东陆续与厚载巷、高云岭、中央路、高楼门-百子亭、天山路等交汇。
此处原是南京城北部鼓楼北侧的一片荒地，地势高亢。由于明朝时府军后卫驻扎于此岗南麓，故而得名“府后岗”，后讹传为“傅厚岗”。1930年代陆续建造了一些高级住宅。
傅厚岗的中央路以东路段已被拓宽，通行公共汽车。

## 重要近代建筑
- 4号，徐悲鸿故居，南京市文物保护单位
- 6号，傅抱石故居，南京市文物保护单位
- 15号，吴贻芳故居，列为重要近现代保护建筑
- 16号，段锡鹏故居，列为重要近现代保护建筑
- 29号，奥地利驻中华民国公使馆旧址，列为重要近现代保护建筑
- 30号，李宗仁公馆，江苏省文物保护单位
- 32号，用途不详，南京市文物保护单位
- 39号，缅甸驻中华民国大使馆旧址，列为重要近现代保护建筑

## 图集

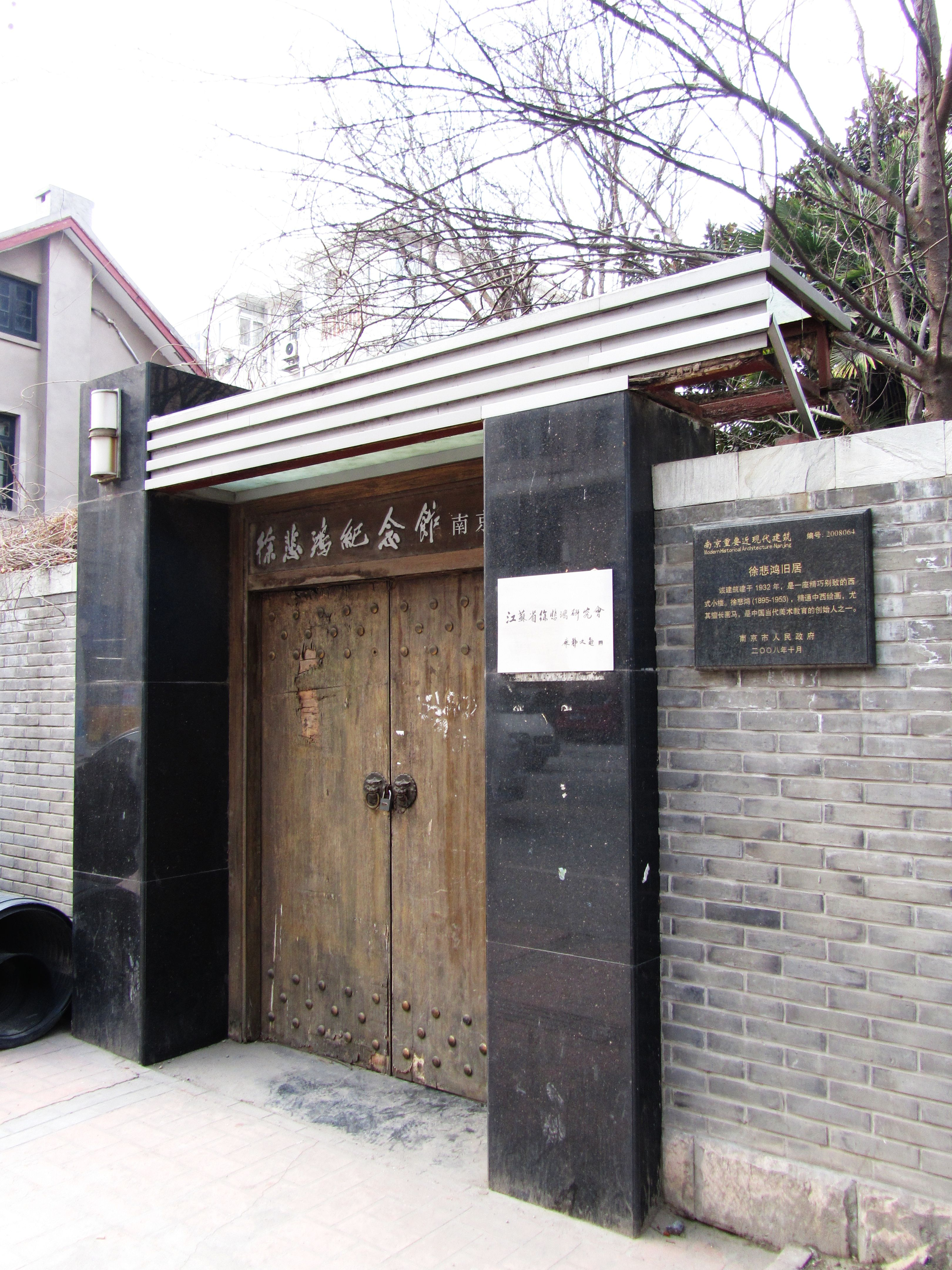
徐悲鸿故居
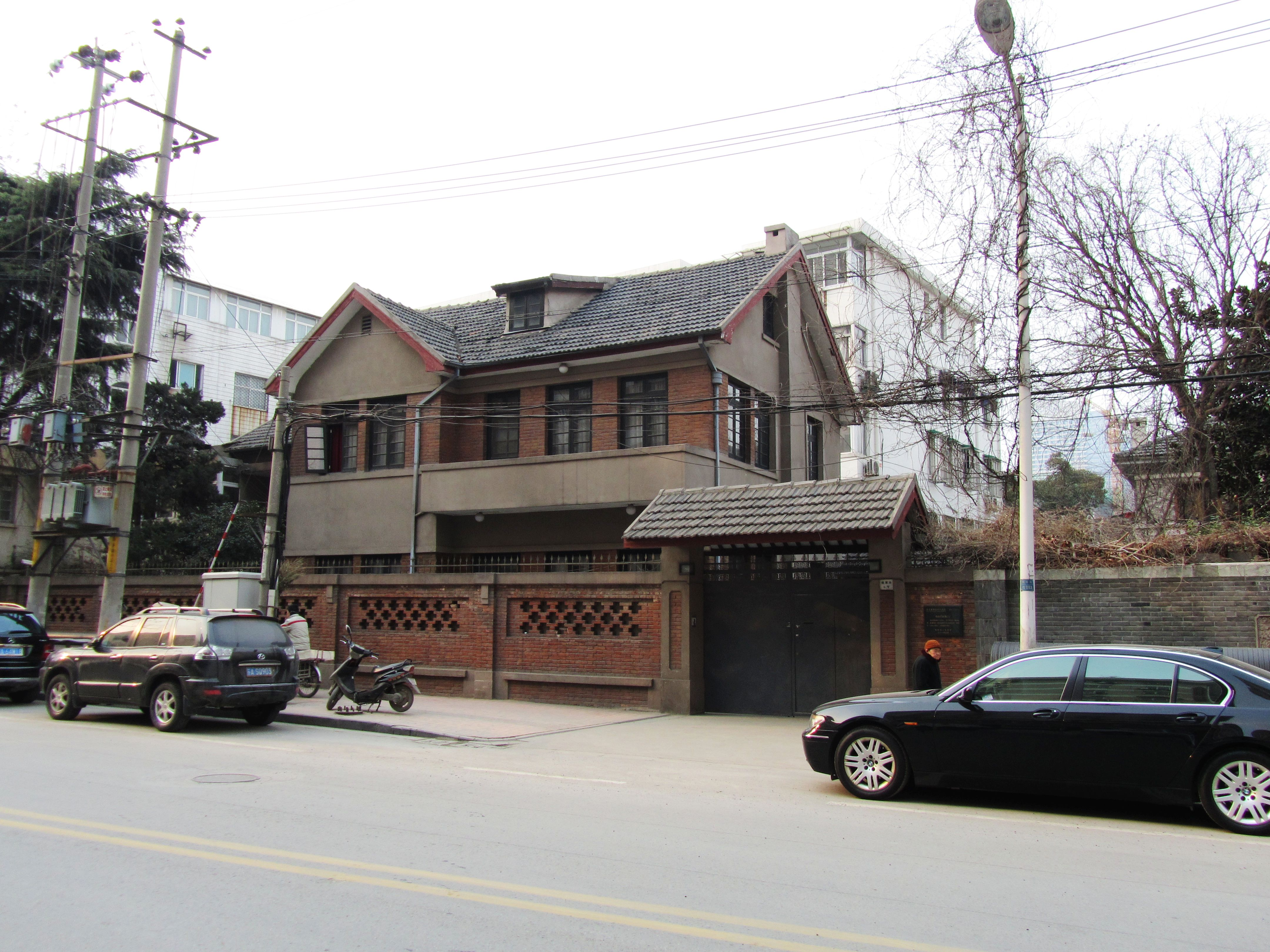
傅抱石故居
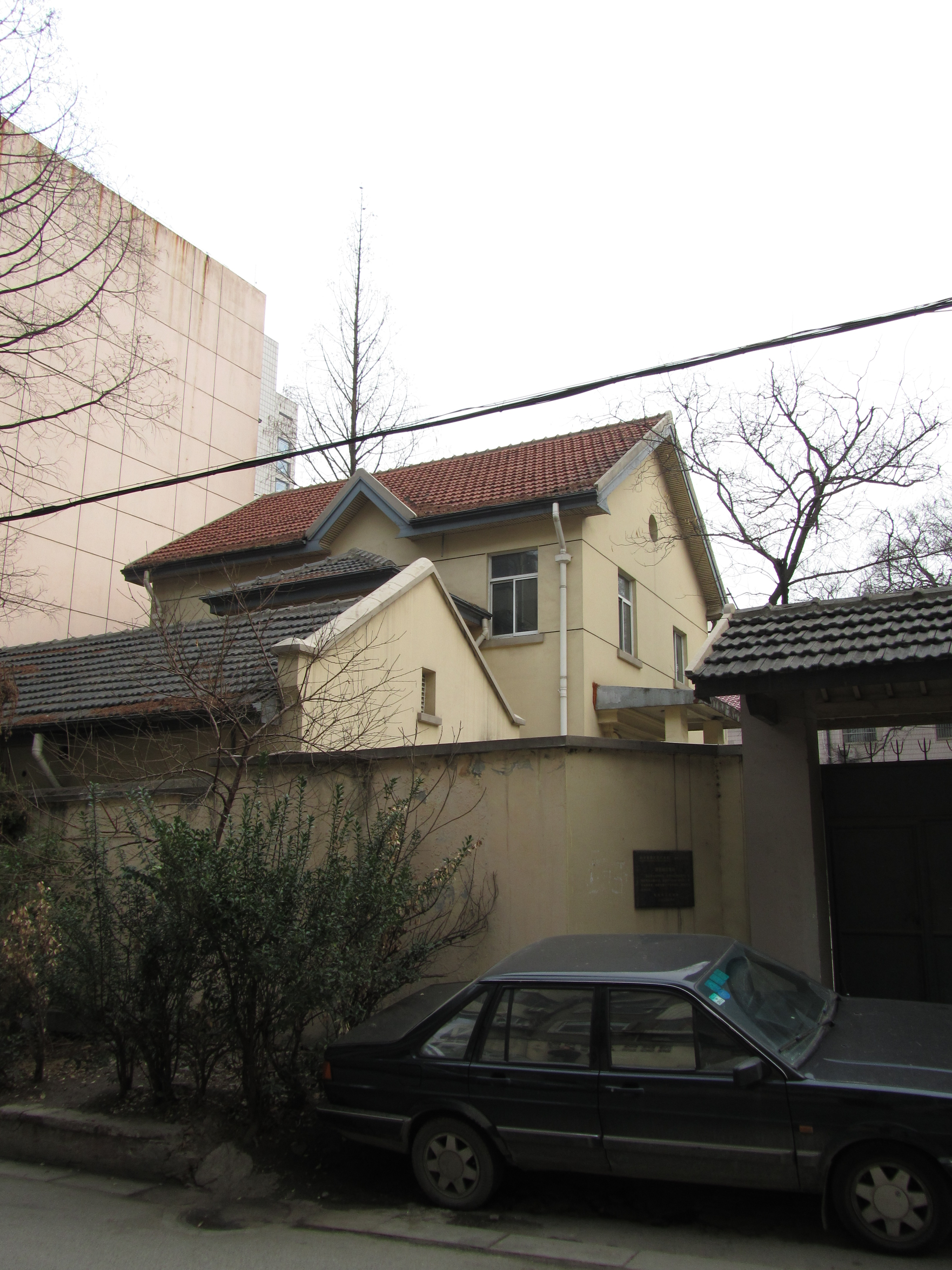
吴贻芳故居
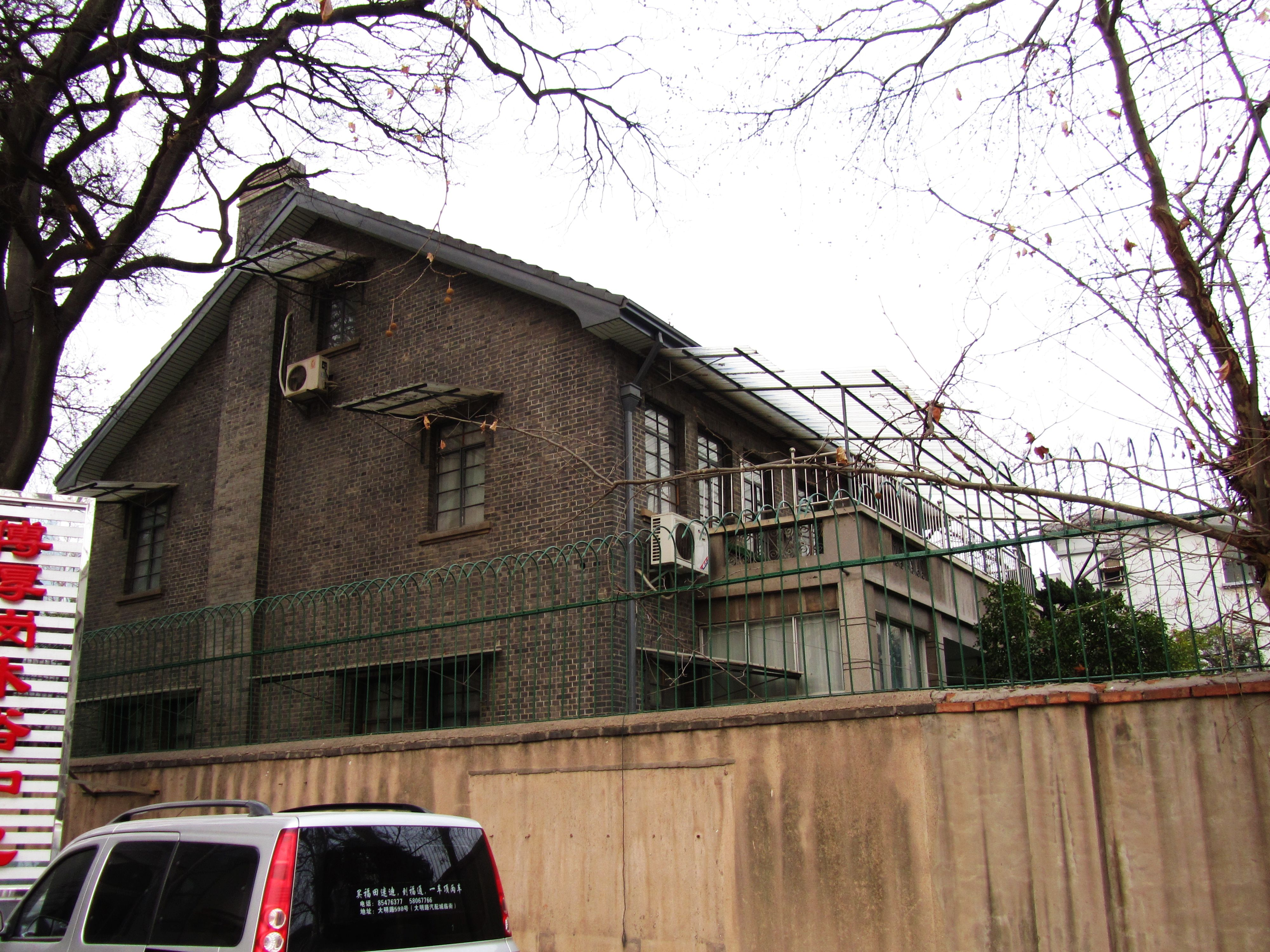
李宗仁公馆
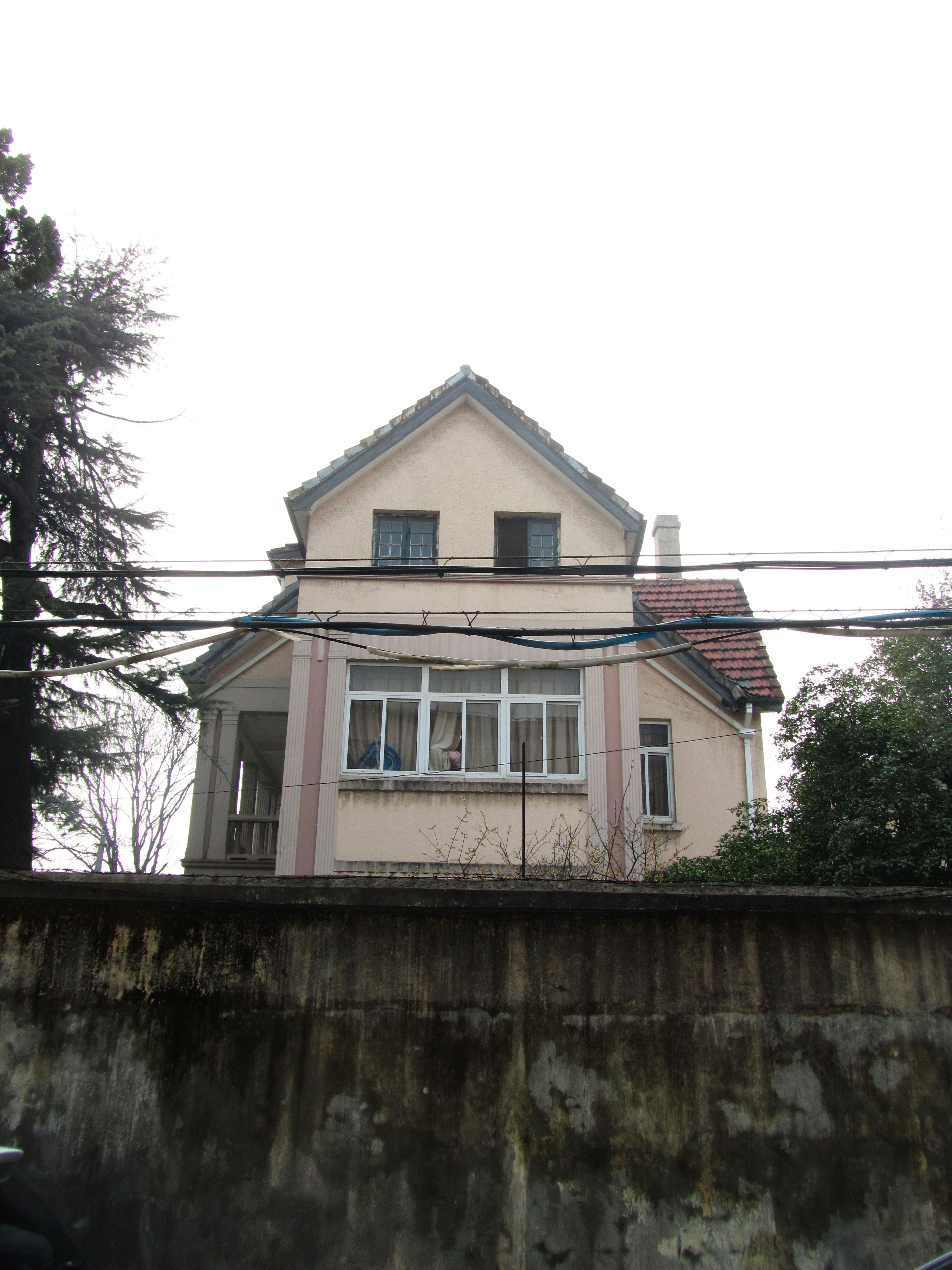
32号民国建筑